# Matej Poplatnik
Matej Poplatnik, slovenski nogometaš, * 25. junij 1987, Ljubljana.
Poplatnik je profesionalni nogometaš, ki igra na položaju napadalca. Od leta 2025 je član slovenskega kluba Celje, od leta 2024 pa tudi slovenske reprezentance. Pred tem je igral za slovenske klube Zarico Kranj, Triglav Kranj, Ilirijo 1911 in Bravo, bolgarsko Montano, indijsko Keralo Blasters, madžarski Kaposvári Rákóczi ter škotska Livingston in Raith Rovers. Skupno je v prvi slovenski ligi odigral več kot 150 tekem in dosegel več kot 45 golov, v drugi slovenski ligi, kjer je bil v sezonah 2014/15, 2016/17 in 2022/23 prvi strelec, pa 84 tekem in 72 golov. Bil je tudi član slovenske reprezentance do 20 in 21 let.
Tudi njegov starejši brat Aleš Poplatnik je nogometaš.